# 香港研究 (期刊)
《香港研究》（英語：Hong Kong Studies）是一本關於香港學的同行評審、中英雙語出版學術期刊。期刊每半年出版一次，以跨學科領域研究香港的學術文章為主。期刊由香港中文大學出版社出版，中大英文系主編。
香港研究於2018年春季發行創刊號，並可在中大出版社網站免費閱覽所有內容。此外，本期刊亦是世界第一本以香港學作主題之學術期刊。

## 外部連結
- 香港研究網站 （页面存档备份，存于）
- 香港研究 Facebook 專頁